# Cyril Judd
Cyril Judd ist ein Pseudonym der Science-Fiction-Autoren Cyril M. Kornbluth und Judith Merril, unter dem sie gemeinsam die folgenden Werke veröffentlichten:
- Mars Child. 1951 bzw. Outpost Mars. 1952 bzw. Sin in Space. 1961.

Kinder des Mars. In: Galaxis. (Nr. 3 bis 6), Arthur Moewig, München, 1958 (übersetzt von Lothar Heinecke).
Kinder des Mars. (Terra Extra, Nr. 152), Arthur Moewig, München, 1967 (übersetzt von Lothar Heinecke).
Außenstation Mars. Ullstein, Berlin, 1984 (übersetzt von Uwe Anton), ISBN 3-548-31087-7.
Vor dem Erscheinen des Romans Outpost Mars wurde die Geschichte in drei Teilen unter dem Titel Mars Child von Mai bis Juli 1951 von H. L. Gold im Magazin Galaxy Science Fiction, illustriert von Ed Emshwiller, herausgegeben. Im Jahr 1958 erschien sie in vier Teilen in Galaxis, der deutschen Lizenzausgabe von Galaxy Science Fiction. Es „ist die Geschichte um die ersten irdischen Kolonisten auf dem Mars und ihre Schwierigkeiten beim Aufbau einer unabhängigen Kultur“.
- Gunner Cade. 1952.

Der Verräter. (Utopia-Großband, Nr. 72), Erich Pabel, Rastatt, 1958.
Die Rebellion des Schützen Cade. Ullstein, Berlin, 1971 (übersetzt von Birgit Reß-Bohusch), ISBN 3-548-12839-4.
Außer als Roman wurde die Geschichte in drei Teilen von März bis Mai 1952 von John W. Campbell, Jr. im Magazin Astounding Science Fiction, illustriert von Gordon Pawelka, herausgegeben. Sie „handelt von einem indoktrinierten Raumsoldaten, der plötzlich zum selbständigen Denken gezwungen wird“.
- Sea-Change. 1953.

Die Erzählung wurde im März 1953 von Robert W. Lowndes im Magazin Dynamic Science Fiction, illustriert von Paul Orban, veröffentlicht.